# Друцкие-Прихабские
Друцкие-Прихабские — литовский княжеский род, ветвь князей Друцких. Пользовались гербом Друцк.
Ветвь князей Прихабских происходит от князя Константина Ивановича Бабича, второго сына князя Ивана Друцкого Бабы. По названию вотчины Прихабы в Оршанском повете, близ Смольян, его потомки именовались Прихабскими. Согласно показаниям, данным князем Андреем Прихабским в 1505 году, его отец был чашником великой княгини Литовской, жены Витовта.
После смерти Константина Бабича около 1442 года Прихабы перешли к князю Федору Одинцевичу. Наследник Константина князь Андрей Прихабский был тогда, вероятно, еще ребёнком, поскольку в документах начинает упоминаться спустя несколько десятилетий. В 1501 году получил привилей, подтверждавший право владения землей, пожалованной Александром Казимировичем. В 1505 году уже был наместником Ошмянским, в 1509 году был назначен комиссаром. Он умер между 1512 и 1515 годами, когда наместником Ошмянским был князь Владимир Друцкий-Горский.
Сыновья Андрея Федор и Константин умерли при жизни отца, и на них пресеклась ветвь Друцких-Прихабских.

## Родословная
```
Иван Друцкий Баба
 (ум. после 1436) 
X 
Евдокия
, дочь князя Андрея Мезецкого
│
└─> 
Константин Бабич
 (ум. до 1442)
    X 
N
, дочь князя Семёна Вяземского
    │
    ├─> 
Андрей Прихабский
 (ум. ок. 1515)
    │   X 
N Рогатынская
? (ум. до 1521)
    │   │
    │   ├─> 
Фёдор
 (ум. после 1508)
    │   │
    │   ├─> 
Константин
 (ум. после 1506)
    │   │
    │   ├─> 
Марина
 (Донимитра?) (ум. после 1559)
    │   │   X князь 
Владимир Иванович Друцкий-Горский

    │   │
    │   ├─> 
Сусанна

    │   │   X 
Кмита Стретович

    │   │   X 
Ян Хамшеевич

    │   │
    │   └─> 
Анна
 (ум. ок. 1543)
    │       X князь 
Фёдор Иванович Друцкий-Горский

    │
    └─> 
Анна
 (ум. после 1511)
        X князь 
Дмитрий Воротынский
 (ум. после 1496)
```

## Комментарии
1. ↑  Селения Прихабы в настоящее время существуют в Белыничском районе Могилевской области, а также в Расонском и Сенненском районах Витебской области